# NGC 2019
NGC 2019 (również ESO 56-SC145) – gromada kulista, znajdująca się w gwiazdozbiorze Góry Stołowej. Gromada ta należy do Wielkiego Obłoku Magellana. Odkrył ją James Dunlop 24 września 1826 roku.